# Star Trek: Klasické příběhy 02/2
Star Trek: Klasické příběhy 02/2 je kniha poprvé vydaná v USA roku 1991 pod názvem Star Trek: The Classic Episodes: Volume 2. 

## Úvodem o knihách
V roce 1991, v Česku o osm let později, byly knižně zpracovány přepisy všech epizod televizního seriálu Star Trek, vysílaného v USA v letech 1966-1969. Přepisy byly rozděleny do šesti knih s pojmenováním Star Trek, lišících se vzájemně podtitulem:
- Star Trek: Klasické příběhy 01/1
- Star Trek: Klasické příběhy 01/2
- Star Trek: Klasické příběhy 02/1
- Star Trek: Klasické příběhy 02/2
- Star Trek: Klasické příběhy 03/1
- Star Trek: Klasické příběhy 03/2

## Obsah čtvrté knihy
Publikace s českým podtitulem Klasické příběhy 02, kniha druhá obsahuje na rozdíl od knih předchozích (první dvě knihy) pouze příběhy, bez úvodních slov či doslovu. Vzadu má upoutávky na další knihy nakladatelství. 
Knihu sestavil James Blish.

## Vlastní příběhy
Do této knihy je zařazeno 12 příběhů, zpracovaných podle epizod z prvního amerického televizního seriálu Star Trek. Jejich názvy od televizních epizod se trochu liší.

### Cesta na Babel
Originální název je Journey to Babel, autorem scénáře je D.C.Fontana
Enterprise je pověřena dopravit delegáty znesvářených civilizací na planetu Babel. Na palubě dochází neustále k slovním potyčkám, Enterprise je sledována cizí lodí a napětí eskaluje po vraždě jednoho z delegátů. Pak dochází k napadení nožem Kirka, vše je komplikované potřebnou operací Spocka a jeho vulkánského otce Sareka. Nakonec zjistí, že v doprovodné lodi jsou Orionci nepřející dohodě, jejich loď po odhalení vlastní destrukcí zanikne a Enterprise může dokončit svůj úkol.

### Malá soukromá válka
Originální název je A Private Litttle War, scénář napsali Gene Roddenberry a Don Ingalls
Další rutinní průzkum vegetace planety po 17 letech. Výsadek je ovšem napaden zaostalými vesničany, po stažení se u planety objevují Klingoni, kteří si planetu nárokují pro sebe. A také proto některé vesničany začínají učit ovládat střelné zbraně a nabádat k nenávisti k Federaci. Dochází k řadě střetů s vesničany i mezi nimi navzájem. Domorodci jsou ve své přízni k Klingonům, resp.Federaci rozdělení a nakonec se Kirk, ač nerad, rozhodne obě strany konfliktu vyzbrojit na stejné úrovni. 

### Hráči z Triskelionu
Originální název je The Gamesters of Triskelion, napsala jej Margaret Armen
Výsadek z Enterprise směřující na planetu Gamma II je unesen během přenosu mocnou civilizací na velice vzdálenou planetu Triskelion a zde uvězněn. Zástupci civilizace tzv.Zajišťovatelé si je chtějí nechat pro souboje s podmaněnými domorodci a umí blokovat i hledající je Enterprise se Spockem na palubě. Po řadě nesnází Zajišťovatelům nabídne Kirk sázku, že se poddají zajetí, pokud prohraje souboj se čtyřmi protivníky. Zbraněmi jsou oštěpy, sítě, nože. Protože souboj a sázku vyhraje, je Enterprise propuštěna a navíc jsou domorodci zbaveni otrockých pout a mohou se začít samostatně vyvíjet. 

### Posedlost
Originální název je Obsession, scénář napsal Art Wallace
Při průzkumu planety kvůli bohatému ložisku rudy je výsadek napaden inteligentním mrakem a někteří z něj jsou zabiti vysátím krvinek. Kirk si podle sladkého pachu vybavuje, že s mrakem se už setkal jako mladík a že i tehdy došlo k úmrtím, která si dává stále za vinu. Zkouší mrak nalézt, ten zaútočí a opět usmrcuje lidi a dokonce se dostane na Enterprise. Pak uniká, avšak ani na 8 nadsvětelnou rychlost jej Enterprise nemůže dohonit. Kirk je snahou mrak zničit posedlý a nedá na argumenty svých důstojníků. Pronásleduje jej na planetu u hvězdy Tychos a celý systém i s mrakem antihmotou zničí.

### Syndrom imunity
Originální název je The Immunity Syndrome, napsal Robert Sabaroff
Enterprise cestou k hvězdné základně, kde si její posádka míní odpočinout, dostane za úkol zjistit příčinu zničení kosmické lodě Intrepid s 400 Vulkánci na palubě. Příčinou je oblak, který odtud vysál veškerou energii a pak se zaměří i na Enterprise. Posádka je stále unavenější, hrozí hromadná smrt. Kirk rozhodne vniknout do oblaku podobnému jakéhosi gigantického prvoka, živícího se energií. V raketoplánu tam zamíří samostatně i Spock. Zde Kirk nařídí umístit nálož antihmoty, zachrání ochromeného průzkumníka Spocka a těsně před destrukcí mraku uniknou, aby se konečně mohli rekreovat na základně.

### Podíl z akce
Originální název epizody je I Piecce of the Action, napsali ji David Harmon a Gene Coon
Výsadek vedený Kirkem se ocitá na planetě Dana Iotia dvě, kde soupeří o moc okrsky vedené gangstery. Tamní společnost pochází ze Země, ovšem již 100 let nemá spojení a zaostala. Inspirují se starou knihou ze Země Chicagské gangy dvacátých let, přestřelky a boj o území vedený starými pistolemi a samopaly jsou zdejší životní styl. Když Kirk pochopí oč jde, postupně vůdce gangů zajme a pasuje se na gangstera nadřízeného, který si bude jezdit na planetu pro podíl ze zisku. Tím nastoupí proces spolupráce zdejších šéfů, kteří chtějí svůj zisk a místo střelby začnou podnikat jako společenství. 

### Jinými slovy
V originále By Any Other Name, autorem jsou D.Fontana a Jerome Bixby 
Enterprise je přilákána nouzovým voláním na planetu, kde je skupinka bytostí, vzhledem lidí. Jsou z nesmírně vyvinuté civilizace a rychle výsadek i celou Enterprise ovládnou. Chtějí posádku až na výjimky změnit na kostky a nastoupit cestu ke svému vzdálenému světu trvající 300 let. Kirk však pochopí, že převzetím podoby a podstaty lidí získají i pro ně neznámé pojmy žárlivost, závist, lásku, sex. Scotty jednoho z nich dokáže opít, Kirk bytost ženu svádí a pak je psychicky oslabené ovládne a vrátí na planetu. A slíbí jim spolupráci Federace. 

### Návrat k zítřku
Originální název epizody je Return to Tomorrow, autory jsou Gene Roddenberry a John Dugan
Enterprise je přilákána k prastaré, zdánlivě pusté planetě. Hluboko uvnitř nachází nevelký prostor, kde jsou uloženy půl milionů let schránky bytostí, spíše jen jejich mysli. Přežily jen tři z nich, Sargon, Thallasa a Hanoch. Přesvědčí vedení Enterprise o potřebě vyvinout s jejich pomocí androidy, kam by svou inteligenci přemístily. Dosti nebezpečnou mezioperací je přemístění mysli do těl posádky, než budou roboti sestrojeni. Protože však Hanoch má nečestné úmysly, k dokončení operací nedojde, Hanoch je zničen a zbývající pár manželů se vrací dožít na svou planetu. 

### Vzor moci
Epizodu napsal John Lucas a název je v originále Patterns of Force
Kirk se svou lodí vyhledá planetu Ekos, kde byl před časem umístěn John Gill jako kulturní pozorovatel Země. Na planetě však nachází nacistickou společnost, ovládanou Melakonem místo zdrogovaného Gilla. Kirkovi se podaří Gilla nalézt, přesvědčit k veřejnému vystoupení s odhalením záměrů skutečného vůdce zdejších nacistů a za pomoci zdejší opozice nalézt cestu k nápravě společnosti. 

### Dokonalý počítač
Originální název epizody The Ultimate Computer, napsali ji D.Fontana a Laurence Wolfe
Na Enterprise je instalován nový počítač M5 k testování schopností. Doprovází jej jeho vynálezce doktor Daystrom. Test zpočátku prokazuje, že celá lidská posádka vč. Kirka je na lodi zbytečná, počítač sám zvládá i simulovaný souboj s dalšími loděmi. Pak se však vymkne kontrole, protože je naprogramován podle svého duševně nemocného tvůrce a začne ničit spolucvičící lodě i posádku na své palubě jakožto skutečné protivníky. Až otázkami Kirka s logickými paradoxy se jej podaří zastavit, vyřadit a tvůrce poslat na psychiatrické léčení.

### Sláva Omegy
Autorem epizody The Omega Glory je Gene Roddenberry
Je nalezena liduprázdná loď ze Země USS Exeter na oběžné dráze planety Omega IV. Z obsluhy zůstaly jen prázdné oděvy, z těl zbytky prvků bez vody. A v záznamech varování pro výsadek, ať se nevrací na svou loď (nyní Enterprise), že je právě smrtelně kontaminován a zachránit se může jen pobytem na planetě. Kirk se svým doprovodem tedy končí na planetě, kde se nákaza daří přírodě protilátkami eliminovat. Nachází zde jediného přeživšího kapitána Tracyho z USS Exeter, který při dlouhém pobytu mezi domorodci způsobil mnoho zla, zasel válku s Yangy a Kirka s přáteli nechává uvěznit. Yangové žijí jako Indiáni, kteří na této planetě oproti vzoru Indiánů ze Země zvítězili. Nakonec Kirkovi pomohou, Tracy je zatčen a Kirk se svými příteli odlétá. 

### Přidělení:Země
V originále Assignment:Earth, autorem epizody je Art Wallace.
Enterprise je poslána v čase zpět monitorovat události na Zemi v roce 1969. Zároveň se zde objevuje muž s kočkou (v kočce je ukryta mimozemská bytost), který se pokouší iniciovat jaderný výbuch, po němž by na Zemi vypukla světová válka. Podaří se jej zastavit, bombu nechat vybuchnout beze škody daleko na orbitě a minulost i budoucnost civilizace Země tak zůstává zachována.

## České vydání knihy
V roce 1999 knihu vydalo nakladatelství Netopejr (Karel Petřík) jako svou 30 publikaci v nákladu 2300 výtisků. Brožovaná kniha má 383 číslovaných, 7 nečíslovaných stran a je opatřena barevnou obálkou (téměř stejná pro všech šest knih, liší se jen barva), stála 168 Kč.   